# Kulturåret 1844

## Nya verk
- Aktrisen vid Oxtorgs-theatern av August Blanche
- De tre musketörerna av Alexandre Dumas d.ä.
- Du gamla, du fria av Richard Dybeck
- Familjen Falkensvärd (1844–45) av Vilhelm Fredrik Palmblad
- Försök till ett nordiskt mythologiskt lexikon av Wilhelmina Stålberg
- Knäppar på lyran av Elias Sehlstedt
- Kröningsdagen av August Blanche
- Martin Chuzzlewit av Charles Dickens
- Min fattiga fästmö av Oscar Patric Sturzen-Becker

## Födda
- 24 januari – Oscar Heinrich Dumrath (död 1929), svensk populärvetenskaplig författare.
- 18 februari – Carl Johan Dyfverman (död 1892), svensk skulptör.
- 20 februari – Joshua Slocum (död 1909), amerikansk sjökapten och författare.
- 21 februari – Charles-Marie Widor (död 1937), fransk organist och tonsättare.
- 23 februari – Per Ekström (död 1935), svensk konstnär.
- 10 mars – Marie Spartali Stillman (död 1927), brittisk målare av grekisk börd.
- 11 mars – Alfred Nyström (död 1897), svensk skulptör.
- 18 mars – Nikolaj Rimskij-Korsakov (död 1908), rysk tonsättare.
- 19 mars – Minna Canth (död 1897), finländsk författare.
- 30 mars – Paul Verlaine (död 1896), fransk poet.
- 16 april – Anatole France (död 1924), fransk författare, nobelpristagare i litteratur 1921.
- 3 maj – Édouard Drumont (död 1917), fransk författare och politiker.
- 17 maj – August Olsson (död 1917), svensk författare.
- 21 maj – Henri Rousseau (död 1910), fransk målare.
- 22 maj – Mary Cassatt (död 1926), amerikansk-fransk målare.
- 25 maj – Anna de Wahl (död 1899), svensk skådespelare och operettsångare.
- 19 juli – Karl Nilsson (död 1926), svensk folkskollärare, författare, tecknare och målare.
- 25 juli – Thomas Eakins (död 1916), amerikansk målare.
- 28 juli – Gerard Manley Hopkins (död 1889), brittisk poet.
- 5 augusti – Ilja Repin (död 1930), rysk konstnär.
- 12 oktober – Oscar Wergeland (död 1910), norsk målare.
- 15 oktober – Friedrich Nietzsche (död 1900), tysk filosof, författare och klassisk filolog.
- 23 oktober
  - Robert Bridges (död 1930), engelsk poet.
  - Sarah Bernhardt (död 1923), fransk skådespelare.
  - Wilhelm Leibl (död 1900), tysk porträtt- och genremålare.
- 9 november – Vilhelm von Gegerfelt (död 1920), svensk målare.
- 8 december – Émile Reynaud (död 1918), fransk filmpionjär och animatör.
- 21 december – Olga Sandberg (död 1926), svensk ballerina.

## Avlidna
- 27 januari – Charles Nodier (född 1780), fransk författare och bibliotekarie.
- 18 mars – Martin Disteli (född 1802), schweizisk konstnär.
- 24 mars – Bertel Thorvaldsen (född 1770), dansk skulptör.
- 2 maj – Carl Fredric Dahlgren (född 1791), svensk poet.
- 11 juli – Jevgenij Baratynskij (född 1800), rysk författare.
- 29 juli – Franz Xaver Wolfgang Mozart (född 1791), österrikisk kompositör, pianist och dirigent.
- 11 september – Vincenzo Camuccini (född 1773), italiensk målare.
- 12 oktober – Clas Livijn (född 1781), svensk författare, jurist, tjänsteman och fängelsereformator.
- 14 oktober – Adélaïde Victoire Hall (född 1772), fransk-svensk målare.
- okänt datum – Anna-Maria Zetterstrand (född 1763), svensk kalaskokerska och kokboksförfattare.
- okänt datum – Johan Åström (född 1767), svensk prost och psalmdiktare.